# Tacinga braunii
Tacinga braunii är en kaktusväxtart som beskrevs av Esteves. Tacinga braunii ingår i släktet Tacinga och familjen kaktusväxter. Inga underarter finns listade i Catalogue of Life.